# Indian Defence Review
Indian Defence Review est la revue militaire la plus importante de l'Inde. Le Lieutenant général à la retraite J. S. Bajwa en est le rédacteur en chef. 
La revue a été dirigée par le lieutenant-général Matthew Thomas à partir de 1986, puis par le major général Afsir Karim à partir de 1993, tous deux parachutistes de l'armée indienne.
Le Français Claude Arpi, directeur du pavillon de la culture tibétaine à Auroville, collabore à l'Indian Defence Review, dont il est conseiller éditorial.